# Guilty Pleasure
Guilty Pleasure (Prazer culpado, em português)  é o segundo álbum de estúdio da atriz e cantora Ashley Tisdale, lançado pela Warner Bros Records primeiramente em 11 de junho de 2009. O álbum vendeu 28.000 cópias em sua primeira semana nos Estados Unidos, ficando na posição #12 na Billboard 200 e sendo a segunda melhor estréia da semana. Até 5 de fevereiro de 2010, havia vendido 84.000 cópias no país. Seu primeiro single, It's Alright, It's OK, foi lançado oficialmente em 14 de abril de 2009. O segundo single é "Crank It Up", cujo videoclipe foi lançado no MySpace em 5 de outubro de 2009.

## Precedentes do álbum
Em abril de 2008, Ashley disse que havia gravado algumas canções para o álbum e que iria se focar inteiramente nele depois de filmar High School Musical 3. Ela observou que as canções do álbum tem uma mensagem com a qual qualquer um pode se identificar. Diferente do seu primeiro álbum, Tisdale disse que esperava mostrar seu lado "irritável" com canções mais maduras. Ela também disse que o álbum é intitulado Guilty Pleasure por causa dos seus prazeres culpados. Tisdale esteve envolvida em todos os aspectos da produção do álbum. Suas inspirações musicais incluem Katy Perry e Pat Benatar. A canção "Switch" está presente no filme Aliens in the Attic.

### Conteúdo das letras
Tisdale disse que a faixa "Hot Mess" é "sobre sair com um bad boy de motocicleta que torna a vida mais interessante" e a faixa "How Do You Love Someone" é "sobre uma garota que lida com a separação dos pais". Ela co-escreveu diversas canções do álbum, como "What If", na qual trabalhou com Kara DioGuardi. Tisdale descreveu essa canção como a mais pessoal do álbum e disse que "é sobre quando você está em um relacionamento e diz 'Se eu realmente precisasse de você, você realmente estaria lá?’".

## Recepção da crítica
O álbum recebeu geralmente críticas mistas ou médias. Um crítico do Allmusic disse que Tisdale incorporou o som de outros artistas pop no álbum e, em geral, escreveu uma crítica positiva. A Digital Spy disse que ela usou o álbum para se distanciar do seu personagem em High School Musical, e a Entertainment Weekly disse que Tisdale ainda está pisando em uma trilha de pop-rock excessivamente familiar, que já foi melhor resplandecida pela Miley Cyrus, e acrescentou que o álbum não é muito prazeroso. O álbum foi selecionado, em uma pesquisa da Billboard, como o sétimo melhor de 2009 e dos anos 2000.

## Recepção nas paradas
O CD estreou na parada de álbuns americana, Billboard 200, na posição 12, com 25 mil cópias vendidas na primeira semana. O álbum permaneceu 6 semanas na Billboard 200. Até 5 de fevereiro de 2010, o álbum vendeu mais de 150 mil cópias nos Estados Unidos. O album vendeu aproximadamente 800 mil cópias mundialmente.

## Singles
"It's Alright, It's OK"
O primeiro single do álbum foi lançado em 14 de abril de 2009 nos Estados Unidos, nos formatos airplay e download digital. A canção debutou na posição #99 no Billboard Hot 100, se tornando o single oficial de Tisdale que obteve a pior posição na parada musical. A canção alcançou a posição #5 no Ö3 Austria Top 40..
"Crank It Up"
"Crank It Up" foi confirmado como segundo single oficial do álbum. A canção foi lançada em 16 de outubro de 2009 na Europa, tendo as faixas "Time's Up" e "Blame it on the Beat" como b-sides. O videoclipe foi liberado em 5 de outubro de 2009, através do MySpace da cantora.

## Faixas
| Edição padrão |                                                     |                                                                                             |         |  |
| N.º           | Título                                              | Compositor(es)                                                                              | Duração |  |
| 1.            | "Acting Out"                                        | Ashley Tisdale, Niclas Molinder, Joacim Persson, Johan Alkenäs, Steve McMorran, David Jassy | 3:46    |  |
| 2.            | "It's Alright, It's OK"                             | Molinder, Persson, Alkenäs, Jassy                                                           | 2:59    |  |
| 3.            | "Masquerade"                                        | Leah Haywood, Daniel James, Shelly Peiken                                                   | 2:56    |  |
| 4.            | "Overrated"                                         | Tisdale, Molinder, Persson, Alkenäs, Charlie Masson                                         | 3:40    |  |
| 5.            | "Hot Mess"                                          | Warren Felder, Heather Bright                                                               | 3:26    |  |
| 6.            | "How Do You Love Someone"                           | Billy Steinberg, Josh Alexander, Alaina Beaton                                              | 3:28    |  |
| 7.            | "Tell Me Lies"                                      | Jess Cates, Emanuel Kiriakou, Frankie Storm                                                 | 3:38    |  |
| 8.            | "What If"                                           | Tisdale, Molinder, Persson, Alkenäs, Nick Paul, Kara DioGuardi                              | 4:23    |  |
| 9.            | "Erase and Rewind"                                  | Molinder, Persson, Johan Fransson, Tim Larsson, Tobias Lundgren                             | 3:25    |  |
| 10.           | "Hair"                                              | Felder, Andrew Wansel, Chasity Nwagbara                                                     | 3:10    |  |
| 11.           | "Delete You"                                        | Diane Warren                                                                                | 3:33    |  |
| 12.           | "Me Without You"                                    | Tisdale, Lindsay Robins, Toby Gad                                                           | 4:09    |  |
| 13.           | "Crank It Up" (faixa bônus)                         | Molinder, Persson, Jassy, Alkenäs                                                           | 3:01    |  |
| 14.           | "Switch" (faixa bônus) (do filme Pequenos Ivasores) | K. Akhurst, Vince Pizzinga                                                                  | 3:39    |  |

### Material bônus
| Edição limitada - I'm Back (Lars Halvor Jensen, Dicky "Obi" Klein, Johannes "Josh" Joergensen, Frankie Storm) — 3:31 - Whatcha Waiting For (Ashley Tisdale, Niclas Molinder, Joacim Persson, David Jassy, Johan Alkenäs) — 3:09 - Time's Up (apenas pré-ordem) (Katy Perry, Lauren Christy, Graham Edwards, Scott Spock) — 3:24 Edição bônus do iTunes - Time's Up (Katy Perry, Lauren Christy, Graham Edwards, Scott Spock) — 3:24 - Blame It On The Beat (Adam Anders, Nicole Hassman, Peer Astrom) — 3:28 - It's Alright, It's OK (Jason Nevins Radio Remix) — 3:13 Unreleaseds - Off the Wall (Ashley Tisdale) - 2:25 - If My Life Was A Movie (Ashley Tisdale, Joacim Persson, David Jassy) - 3:25 - Shopaholic (Ashley Tisdale, Scott Spock) 4:25 - How To Be A Hero (Ashley Tisdale, Joacim Persson) - 3:58 - Everyday (Nicole Hassman) - 4:01 | Edição japonesa - Guilty Pleasure (Joy Lynn Strand, Adam Longlands, Lauren Christy, Scott Spock) — 3:18 - It's Alright, It's OK (videoclipe) — 3:15 Wal-Mart bonus downloads - It's Alright, It's OK (Dave Aude Radio Edit) — 3:58 - It's Alright, It's OK (videoclipe) — 3:15 Target (EUA) / Müller (Germany) Bonus Exclusivos - DVD bônus de 30 minutos com Making of exclusivo do álbum, bastidores e o videoclipe de "It's Alright, It's OK". |

## Paradas musicais
Em sua primeira semana de vendas, o álbum alcançou a sétima posição do 'Austrian Top 75' e a nona posição no 'German Albums Chart'. O álbum debutou na décima segunda posição no Billboard 200, com cerca de 25.000 cópias vendidas.
| Parada                         | País           | Melhor posição |
| ------------------------------ | -------------- | -------------- |
| Chilean Albums Chart           | Chile          | 2              |
| Turkey Albums Chart            | Turquia        | 5              |
| Billboard Digital Albums       | Estados Unidos | 5              |
| Austrian Top 75 Albums         | Áustria        | 7              |
| German Albums Chart            | Alemanha       | 9              |
| Spanish Top 100 Albums         | Espanha        | 9              |
| CD - TOP 20 Semanal ABPD       | Brasil         | 12             |
| Billboard 200                  | Estados Unidos | 12             |
| Swiss Hot 100 Albums           | Suíça          | 13             |
| Argentine Top 20 Albums        | Argentina      | 14             |
| Canadian Albums Chart          | Canadá         | 15             |
| Billboard Comprehensive Albums | Estados Unidos | 16             |
| European Top 100 Albums        | União Europeia | 21             |
| New Zealand Top 40 Albums      | Nova Zelândia  | 27             |
| Irish Hot 75 Albums            | Irlanda        | 30             |
| Italian Albums Chart           | Itália         | 51             |
| Mexican Albums Chart           | México         | 59             |
| UK 200 Albums                  | Reino Unido    | 130            |

## Certificações
| País           | Provedor     | Certificação | Vendas    |
| -------------- | ------------ | ------------ | --------- |
| Argentina      | CAPIF        | -            | + 10,000  |
| Brasil         | ABPD         | -            | + 20,000  |
| Estados Unidos | RIAA         | -            | + 150,000 |
| Mundo          | Mediatraffic | -            | + 500,000 |

## Histórico de lançamento
| Data                | País           |
| ------------------- | -------------- |
| 11 de Junho de 2009 | Espanha        |
| 12 de Junho de 2009 | Alemanha       |
| 12 de Junho de 2009 | Itália         |
| 12 de Junho de 2009 | Brasil         |
| 15 de Junho de 2009 | Reino Unido    |
| 15 de Junho de 2009 | França         |
| 25 de Junho de 2009 | Líbano         |
| 26 de Junho de 2009 | Portugal       |
| 30 de Junho de 2009 | Chile          |
| 6 de Julho de 2009  | Nova Zelândia  |
| 8 de Julho de 2009  | Japão          |
| 28 de Julho de 2009 | Estados Unidos |
| 28 de Julho de 2009 | Canadá         |
| 28 de Julho de 2009 | México         |